# Habanera
La Habanera, in italiano anche avanera, è una danza di origine cubana che si è diffusa nei secoli soprattutto in Spagna, molto simile al tango.  È una danza popolare dal ritmo lento e non rigido. Usata nella musica d'arte a partire dall'Ottocento, tra i compositori moderni ne ha fatto uso Ravel.

"Habanera" dalla Carmen, di Georges Bizet. La struttura dei pezzi segue sempre lo stesso schema.

## Esempi di Habanera
- L'amour est un oiseau rebelle dalla Carmen di Georges Bizet (1875)
- Terzo movimento della Rapsodia spagnola di Maurice Ravel (1895)
- Claude Debussy indica come Mouvement de Habanera il secondo pezzo Soirée dans Grenade contenuto nell'opera Estampes per pianoforte.

## La paloma
Certamente il motivo più celebre del genere habanera è la canzone La paloma. Ufficialmente scritta dal compositore spagnolo Sebastián Iradier durante un soggiorno a Cuba. Autorevoli fonti affermano averla cantata all'Avana, facendola così conoscere nel mondo, il contralto italiano Marietta Alboni. L'anno esatto di questo evento probabilmente è stato il 1852 o 1853, durante la tournée americana della cantante. Ma altre autorevoli fonti spostano la data al 1855 o 1857.
Anche Venancio Del Val, il più importante biografo di Sebastián Iradier, data l'evento all'anno 1855. Ma poiché non vi è alcuna documentazione di una tournée della Alboni in America nel 1855 e numerose sono invece le testimonianze per il 1852-53, si deve ritenere che il tutto sia avvenuto durante questa tournée. Anche vari particolari riportati nella biografia "Sebastián Iradier" da Del Val avvalorano questo 1852-53. Ad esempio, notizie sulla tournée della Alboni coincidono con quelle ben documentate del 52/53, ed anche la notizia che Adelina Patti (nata nel 1843) allora "tenía ocho o nueve años" non fa che confermare il 1852-53. Infine nell'ottobre 1852 venne varato in onore della cantante il "Clipper Alboni", che aveva raffigurata nella prua, secondo autorevoli fonti, una "paloma" con un rametto arancio nel becco.
E invece certo che la Alboni, nella sua tournée americana, venne accompagnata da una Habana Company diretta dal maestro Luigi Arditi, già direttore del maggiore teatro d'opera del continente americano, il Teatro Tacon de La Habana.
È degna di attenzione la notizia che nell'articolo "La Habana de 1810 a 1840", scritto nel 1866 dal cubano Luis Victoriano Betancourt, l'autore rende noto che un motivo intitolato "La paloma" era già famoso a Cuba prima che Iradier facesse conoscere come sua composizione una canzone con questo titolo.
Nel 1859 a Madrid venne registrata a nome di Sebastián de Iradier la proprietà artistica della canzone. Il motivo venne allora registrato con il titolo "La Paloma (Canción Americana con acompañamiento de Piano)".
Lo storico spagnolo José Luis Ansorena, nel suo articolo intitolato "La canción en Euskalerria", scrive che all'epoca della registrazione della Paloma a nome di Sebastián Iradier, ne venne anche pubblicata una versione dall'editore e musicista Bonifacio Eslava. Il titolo: "Danza popular habanera con la misma letra que la cantan los naturales de Cuba, publicada por el Sr. Iradier como composición suya con el título de La paloma". In ogni caso va riconosciuta ad Iradier la paternità del motivo attualmente conosciuto e che è ancora la canzone più eseguita al mondo.

## Area geografica
La habanera è tipica della costa mediterranea spagnola, soprattutto nelle province di Barcellona (Calella) e Alicante (Torrevieja).